# دختر کشاورز (فیلم ۱۹۴۷)
دختر کشاورز (انگلیسی: The Farmer's Daughter) فیلمی در ژانر کمدی رمانتیک به کارگردانی اچ. سی. پاتر است که در سال ۱۹۴۶ منتشر شد.
این فیلم برنده جایزه اسکار بهترین بازیگر نقش اول زن توسط لرتا یانگ در سال ۱۹۴۷ شده است.

## بازیگران
- لرتا یانگ
- جوزف کاتن
- اتل باریمور
- چارلز بیکفورد
- روز هوبرت
- لکس بارکر
- کیت آندس
- هری دونپورت
- دان بدو